# Demorrio Williams
Demorrio Dwain Williams (* 6. Juli 1980 in Beckville, Texas) ist ein ehemaliger US-amerikanischer American-Football-Spieler auf der Position des Linebackers. In seiner Karriere spielte er  für die Atlanta Falcons, die Kansas City Chiefs und die San Diego Chargers in der National Football League (NFL).

## Frühe Jahre
Williams ging in seiner Geburtsstadt Beckville auf die Highschool. Später spielte er Collegefootball für die University of Nebraska-Lincoln. Hier absolvierte er außerdem einen Abschluss in Soziologie.

## NFL

### Atlanta Falcons
Williams wurde im NFL-Draft 2004 von den Atlanta Falcons in der vierten Runde an 101. Stelle ausgewählt. Schon ab der ersten Saison konnte er sich gut ins Team einbringen und kam in jedem Spiel zum Einsatz. Ein Jahr später erzielte er in mehreren Kategorien seine Karrierebestwerte. So konnte er 110 Tackles und drei Sacks erwirken. 2007 verpasste er vier Spiele auf Grund eines gerissenen Brustmuskels.

### Kansas City Chiefs
Am 1. März 2008 unterschrieb Williams einen Fünfjahresvertrag bei den Kansas City Chiefs. Auch hier gehörte er sofort zum Stammpersonal. Vier Jahre später, am 6. März 2012 wurde er entlassen.

### San Diego Chargers
Am 8. März 2012 unterzeichnete er einen Einjahresvertrag bei den San Diego Chargers. Nach der Saison beendete er seine Profikarriere.